# Зоран Ковачевић (протојереј)
Зоран Ковачевић (Коретиште, код Гњилана, 22. мај 1968) је протојереј Српске православне цркве.
Потиче из рода Ковачеви из Коретишта као и Трајко Ковачевић.

## Биографија
Рођен је 22. маја 1968. године у селу Коретишту, код Гњилана, од оца Драгољуба и мајке Стане из Шилова. Има још два брата, Радета и Новицу. Са супругом Ружицом из Жегре има сина Марка (рођ. 1996) и две ћерке, Јелисавету (рођ. 1998) и Јефимију (рођ. 2000).
Основну школу завршио у родном селу. По завршетку основне школе уписује се у Богословију Светог Кирила и Методија у Призрену. Дипломирао је 1989. године. Исте године уписује се на Богословски факултет Српске православне цркве у Београду. Следеће, 1990. године, по благослову епископа Рашко-призренског Павла, даље студирање наставља на Богословски факултет Светог Саве у Либертивилу, САД. Дипломирао је 1994. године.

Школске 1994/95. постављен је за суплента Богословије Светог Кирила и Методија у Призрену. На тој дужности био је до 1998. године.
У чин ђакона рукоположен је 6. маја 1996. године у саборном храму Светог Ђорђа у Призрену и постављен за парохијског ђакона у Призрену. У чин свештенослужитеља рукоположен је 26. јула 1998. године у манастиру Светих арханђела код Призрена, од стране Његове Светости патријарха српског Павла. По рукоположењу у чин свештеника постављен је за привременог пароха новоосноване парохије у Партешу.
Одликован је чином протојереја на Божанској литургији 27. јула 2003. године у храму Свете Тројице у Партешу.
11. августа 2004. године постављен је на дужност пароха другог грачаничког. Као пароху грачаничком поверено му је да води православно братство „Сви Свети“ и уређује часопис „Светилник“.

16. августа 2008. године постављен је за привременог пароха првог гњиланског.
Владимир Стојановић и Станислав Ц. Којић у књизи „Партеш и Партешани“ забележили су следеће: „Породица Ковачевић — Прва свештеничка породица која је од 2002–2004. живела у Партешу. Свештеник Зоран Ковачевић од оца Драгољуба и мајке Стане, пореклом из Коретишта, са супругом Ружицом имају сина Марка и ћерке Јелисавету и Јефимију. Његовим ангажовањем подигнут је парохијски дом са крстионицом и ограђено је црквено двориште. Сада је са службом у првој парахији гњиланској за део Гњилане и Коретиште.“.
Станислав Ц. Којић у књизи „Коретиште и његова традиција“ у делу за род Ковачеви у огранку Ђогољци забележио је следеће: „Зоран (свештеник) са Ружицом из Жегре има Марка, Јефимију и Јелисавету.“.